# Strada statale 15 (Polonia)
La strada statale 15 (sigla DK 15, in polacco droga krajowa 15) è una strada statale polacca che attraversa il Paese da Trzebnica a Ostróda.